# Vivere a sbafo
Vivere a sbafo è un film italiano di genere commedia diretto nel 1949 da Giorgio Ferroni.

## Trama
La proprietaria di una trattoria in provincia, eredita da uno zio americano una grossa fortuna. Numerosi speculatori le propongono gli affari più svariati ma lei, d'accordo con la figlia, acquista un albergo di lusso in riva a un lago. Viene però a sapere che l'albergo non ha mai avuto successo e che tutti i precedenti proprietari sono falliti. Alle due donne viene incontro un cavaliere specialista nel rilanciare le imprese: l'uomo riempie l'albergo di finti avventori che mangiano e bevono gratuitamente, però fanno da richiamo per i veri clienti; poi recluta un barone spiantato con la fama di essere molto elegante, al quale viene affidato il compito di rilanciare l'albergo. Si organizzano feste e concorsi, ma durante una di queste una banda di ladri ruba i gioielli degli ospiti. Il giovane capo dei rapinatori s'innamora della figlia dell'albergatrice, decide di restituire i gioielli sostenendo che è stato tutto uno scherzo. Da quel momento la fortuna dell'albergo decolla e i due giovani si fidanzano.

## Commento
Al film partecipano le orchestre Havana Cuban Boys e i Black Diamonds. Iscritto al Pubblico registro cinematografico con il n. 833, ha ottenuto il visto censura n. 7.029 del 4 gennaio 1950. Ebbe un incasso di 75.600.000 lire. Dopo aver circolato nel circuito delle prime visioni il film scomparve dalla circolazione e oggi è praticamente introvabile.